# Crocidura thomensis
Crocidura thomensis — мідиця довжиною близько 7,6 см, поширена лише на острові Сан-Томе, Сан-Томе і Принсіпі. Через втрату середовища існування та обмежений ареал він занесений до списку видів, що перебуває під загрозою зникнення. Він був відкритий в 1886 році. Популяція продовжує зменшуватися, що робить цих тварин рідкісними. Він зустрічається лише на острові Сан-Томе, невеликому острові, який насправді є щитовим вулканом, що виходить з Атлантичного океану.